# If I Said You Had a Beautiful Body Would You Hold It Against Me
"If I Said You Had a Beautiful Body Would You Hold It Against Me" är en sång skriven av David Bellamy, och gjord känd av countryduon Bellamy Brothers. Låten släpptes på singel 1979 och blev deras första etta på Billboard magazines Hot Country Singles den våren. Totalt var det deras andra listetta, 1976 hade "Let Your Love Flow," toppat Billboard Hot 100. 

## Bakgrund
"If I Said You Had a Beautiful Body ..." (ibland kallad "If I Said You Have a Beautiful Body ...") fick sin tvetydiga titel från ett gammalt Groucho Marx-citat. Låtskrivaren David Bellamy berättade för countryjournalisten Tom Roland att han regelbundet såg Groucho Marxs program, You Bet Your Life, där Groucho Marx ibland använde citatet då han intervjuade en kvinnlig deltagare, sedan skakade sin cigarr och höjde ögonbrynen för att framkalla en reaktion. Kommentaren blev för David Bellamy ett möjligt hook för låten.
"If I Said You Had a Beautiful Body ..." blev först en framgång i Nordirland och blev sedan en hitlåt i USA. Den blev också en mindre hitlåt på top 40-stationerna, med 39:e plats som topplacering på Billboard Hot 100.
Efter framgången "If I Said You Had a Beautiful Body ... ," kom Bellamy Brothers att spela in fler låtar med tvetydiga titlar, framför allt listettan "Do You Love as Good as You Look."
I ett nummer från 2003 namngav Country Weekly titeln som countryns största pick up-fras genom tiderna.

## Nyinspelning
På albumet Angels & Outlaws, Vol. 1 2005 gjorde Bellamy Brothers en nyinspelning av låten med Dolly Parton, som nådde topplaceringen #60 på countrylistorna och gav Bellamy Brothers deras första listlåt sedan "Not" 1994.

## Listplacering
| Lista (1979)                      | Topplacering |
| --------------------------------- | ------------ |
| Kanada (RPM Country Tracks)       | 24           |
| Storbritannien                    | 3            |
| USA Billboard Hot Country Singles | 1            |
| USA Billboard Hot 100             | 39           |
| Nederländerna                     | 11           |
| Nya Zeeland                       | 17           |
| Schweiz                           | 2            |
| Österrike                         | 17           |

### Fotnoter
1. ↑  "The Billboard Book of Number One Country Hits" (Billboard Books, Watson-Guptill Publications, New York, 1991 (ISBN 0-82-307553-2)), p. 233-234.
2. ↑  Roland.
3. ↑  ”Bellamy brothers are coming ... so don't hold that song against them” (på engelska). Belfast Telegraph. 5 maj 2007. Arkiverad från originalet den 25 maj 2012. https://archive.is/20120525150058/http://www.belfasttelegraph.co.uk/news/local-national/bellamy-brothers-are-coming-so-dont-hold-that-song-against-them-13439162.html.
4. ↑  ”Listplacering”. http://dutchcharts.nl/showitem.asp?interpret=Bellamy+Brothers&titel=If+I+Said+You+Had+A+Beautiful+Body%2C+Would+You+Hold+It+Against+Me&cat=s. Läst 24 april 2011.
5. ↑  ”Listplacering”. Arkiverad från originalet den 26 april 2014. https://web.archive.org/web/20140426094119/http://charts.org.nz/showitem.asp?interpret=Bellamy+Brothers&titel=If+I+Said+You+Had+A+Beautiful+Body%2C+Would+You+Hold+It+Against+Me&cat=s. Läst 24 april 2011.
6. ↑  ”Listplacering”. http://hitparade.ch/showitem.asp?interpret=Bellamy+Brothers&titel=If+I+Said+You+Had+A+Beautiful+Body%2C+Would+You+Hold+It+Against+Me&cat=s. Läst 24 april 2011.
7. ↑  ”Listplacering”. http://austriancharts.at/showitem.asp?interpret=Bellamy+Brothers&titel=If+I+Said+You+Had+A+Beautiful+Body%2C+Would+You+Hold+It+Against+Me&cat=s. Läst 24 april 2011.